# 米尔维尔 (犹他州)
米尔维尔（英語：Millville）是美国犹他州卡什县下属的一座城市。建市于1860年，面积大约为2.11平方英里（5.5平方公里），海拔约为4,616英尺（1,407米）。根据2010年美国人口普查，该市有人口1,829人。